# The Turn of the Screw

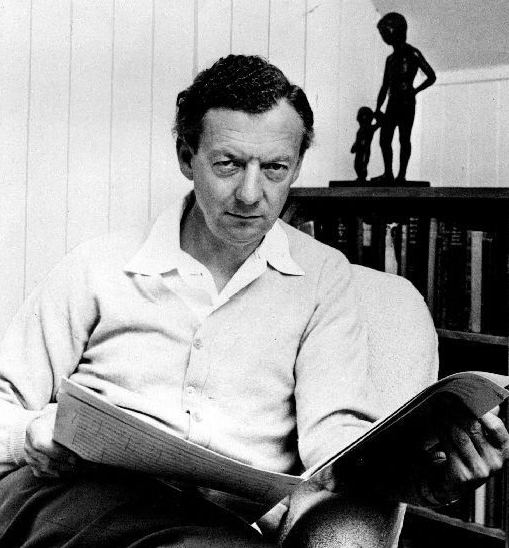
Benjamin Britten

The Turn of the Screw (svensk titel: Skruvens vridning eller En sällsam historia) är en engelsk opera i en prolog och två akter med musik av Benjamin Britten och libretto av Myfanwy Piper efter spöknovellen med samma namn av Henry James (1898).

## Historia
För att finansiera sina kommande operor hade Britten tanken på att göra film. Hans operasällskap English Opera Group anordnade en stödgala för filmen Hoffmanns äventyr. Brittens scenograf John Piper var där med sin hustru Myfanwy. Hon avskydde filmatiseringen av Jacques Offenbachs opera och sa så till Brittens livspartner Peter Pears i pausen. Hon föreslog att Britten skulle filmatisera Henry James novell The Turn of the Screw istället. Britten nappade på förslaget men det gjorde inte hans librettist William Plomer som sa inte vara någon beundrare av James. Plomer, som kom från Sydafrika där det fanns en stark tro på det övernaturliga, ansåg James europeiska spöken ganska mjäkiga. Plomer sa detta först efter att Myfanwy Piper hade skrivit klart librettot så det kan ha sagts i ett utbrott av svartsjuka. 1953 beställde Venedigbiennalen en opera av Britten till 1954 års utställning. Britten frågade Myfanwy om hon ville skriva ett librettot på James novell och hon accepterade. Dessvärre fick hela projektet läggas på is ett år medan Britten fullbordade kröningsoperan Gloriana till drottning Elizabeth II:s kröning i juni 1953. Precis som han skulle börja arbeta med operan i oktober 1953 fick han läkarorder att sluta använda sin högerhand. Britten hade drabbats av bursit, inflammation i högerskuldran. Skadan kan ha orsakats av hans dirigering. Britten fick använda sin vänsterhand, vilket gjorde att arbetet fortskred långsammare. Operan skulle bli ytterligare en kammaropera för sex sångare och 13 musiker. Men med premiären utfäst till september 1954 återstod det endast nio månader och librettor var ännu inte klart. Arbetsnamnet på operan var från början The Tower and the Lake men ändrades senare till originaltiteln. 
I februari 1954 var librettot klart, men inte förrän 30 mars meddelade Britten sin librettist, att han hade börjat komponera. Arbetet flöt på med stor intensitet, men Britten oroade sig över att operan skulle bli för kort. De tre första scenerna tog bara tio minuter att spela. Han bad Myfanwy Piper att skriva en prolog, som skulle förklara spökenas bakgrund. Hon var orolig för att prologen skulle ses som en upprepning om hon inte därmed skrev om inledningsscenen (som redan var tonsatt och klar). Prologen skrevs om åtskilliga gånger och var inte helt klar förrän vid premiären. Den 23 juli 1954 var operan klar och repetitionerna kunde starta. Joan Cross skulle sjunga rollen som Mrs Grose, men hon var tveksam till både rollen och musiken. Vid 54 års ålder funderade hon på att dra sig tillbaka. Jennifer Vyvyan, som hade sjungit Penelope Rich i Gloriana, skulle sjunga guvernantens roll. Peter Pears skulle sjunga rollen som spöket Quint. Rollen som gossen Miles sjöngs av tolvårige David Hemmings som senare blev vuxenskådespelare.
Operan repeterades i Brittens hemstad Aldeburgh och fick sin premiär den 14 september 1954 på Teatro La Fenice i Venedig av Brittens operakompani English Opera Group. Britten dirigerade själv. Föreställningen sändes live av flera radiostationer. Operan recenserades av en större skara internationella recensenter än vad som hade varit fallet med Gloriana och den välvilliga inställningen till operan gladde Britten, inte bara efter fiaskot med den senaste operan men mera för att många av recensenterna erkände verkets fasta struktur och rigorösa sparsamhet. En fransk kritiker konstaterade med emfas att operans ämne var homosexualitet, vilket var första gången som det ordet hade använts i en text om Britten. Om han läste recensionen vet man inte. Operan gavs senare i London innan den gick på turné runt i Storbritannien och även till Nederländerna och Sverige.
Svensk premiär den 21 januari 1958 på Blancheteatern i Stockholm.

## Om operan

### Texten

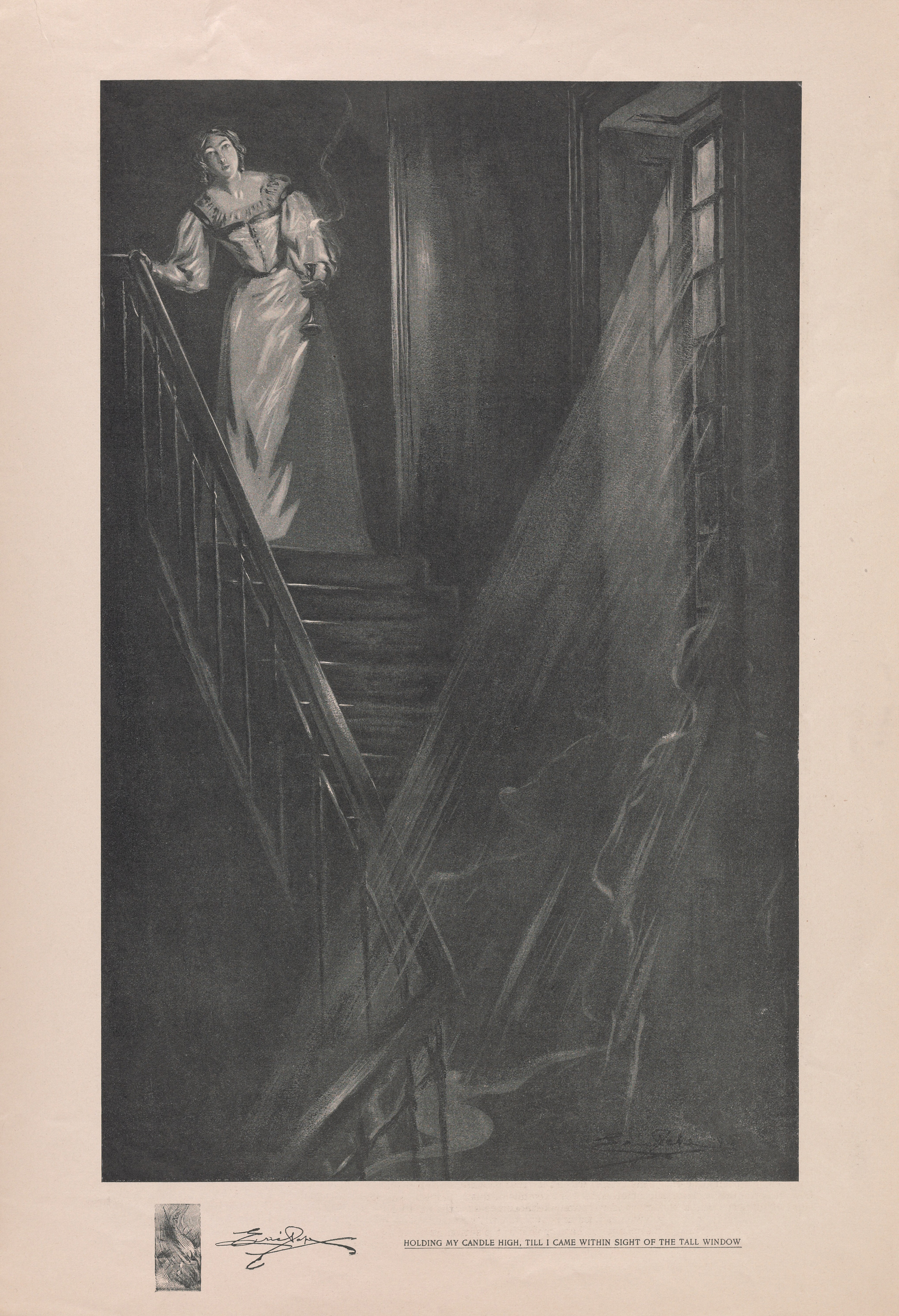
Illustration från Henry James novell 1898.

Britten hade kommit i kontakt med Henry James berättelse redan på 1930-talet. Han hörde en dramatisering på radio och läste även boken, som han fann "kuslig". Men det var först på 1950-talet som han bestämde sig för att använda boken som libretto. Är spökena (som mrs Grose aldrig ser och som Flora konsekvent nekar att ha sett) riktiga eller är de resultatet av guvernantens neurotiska fantasi? Är det i själva verket hon om är orsaken till barnens märkliga uppträdande? I operan inte bara talar Quint och miss Jessel, utan är synliga för publiken. Den andra fördolda och mer oroande frågan i boken är vad som egentligen hände mellan Quint, Jessel och barnen innan guvernanten anlände. Piper och Britten framställer den sexuella innebörden mer explicit än vad James gjorde. Mrs Grose berättar för guvernanten:
But I saw things elsewhere I did not like. When Quint was free with everyone, with little Master Miles!... Hours they spent together... he made free with her too, with lovely Miss Jessel... He liked them pretty, I can tell you, Miss, and he hade his will, morning and night.
The Turn of the Screw är en opera om såväl barnövergrepp som om spöken. Det faktum att ett övergrepp kan utföras i den till synes trygga men slutligen kvävande miljön hos guvernanten (som i slutet av operan lämnas ensam med Miles och uppenbarligen är orsaken till hans död) gör operan dubbelt skrämmande. På ett annat plan fullföljer operan Brittens typiska teman om makt och ansvar: Miles, liksom Billy Budd förstörs av ondskan och av dem som är satta att vårda honom.
Henry James berättelse är inte ett självklart val för en musikdramatisk produktion. Två av dess huvudkaraktärer - spökena - talar inte, dessutom är historien väldigt kort. Lösningen på det första problemet, att omsorgsfullt bygga ut karaktärerna och ge dem utökade sångroller, löste också det andra problemet men skapade samtidigt tre nya. Ett av dessa var att hitta på dialoger som saknade grund hos James men som samtidigt bevarade mystiken hos spökena och förklarade deras inflytande över barnen. Det löstes av Piper genom att låta dem tala ord som balanserar mellan det gåtfulla och det förklarliga; extravagant men poetiskt, bedrägligt men lockande för ett barn med fantasi.
Det andra problemet - att göra spökena "riktiga" - tog bort all tveksamhet om deras existens vilken hos James aldrig fastställs riktigt utan kan ses som en tankeprodukt hos guvernantens besatta, ohälsosamma fantasi.
Det tredje problemet var att spökenas utökade roller till fullskaliga sångarkaraktärer kunde bromsa upp den ofrånkomliga katastrofen som James så gripande skildrar och som titeln anger. Britten löste detta genom att dela upp operan i en prolog och 15 scener, inte skilda utan förenade och intensifierade genom 16 instrumentala mellanspel som tillsammans bildar ett tema med 15 variationer.

### Musiken

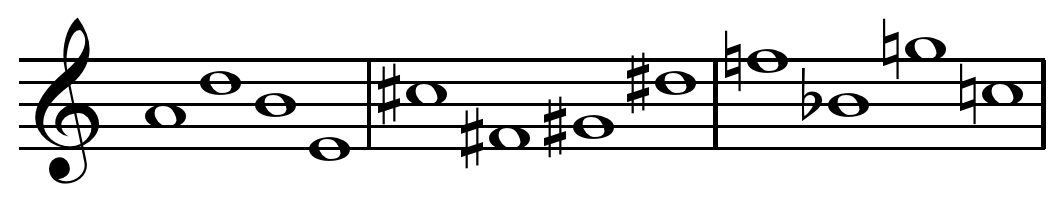
"Skruvens" 12-notstema.

Musikaliskt sett är operan en av Brittens mest komplicerade. Den är uppbyggd av ett tema på tolv noter bestående av stegrande kvartar och fallande små terser. Dock är det ingen tolvtonsserie i Arnold Schönbergs anda och behandlas följaktligen inte som en sådan heller. Titeln The Turn of the Screw skänkte Britten nyckeln till operans musikaliska plan: temat är "skruven" (engelska: The screw) som dras åt mer och mer ju längre operan fortgår. Spänningen bibehålls och förstärks genom temats förändringar i variationsform. Prologen och de 15 scenerna (de två akterna är uppdelade på respektive sju och åtta scener) sammanlänkas av 16 orkestermellanspel - ett tema med 15 variationer. Alla scener har dessutom en undertitel; "The Journey", "The Welcome", "The Letter" osv. Operans tonala konflikt pendlar mellan tonarterna a-moll och Ass-dur (en konflikt liknande den i Billy Budd). De första sju scenerna består av oktavens sju stamtoner, motsvarande pianots vita tangenter. Först i sista scenen av akt I, när de två spökena hörs för första gången, framträder det första halvtonsteget, motsvarande pianots svarta tangenter. Britten valde åter att komponera för en kammarmusikensemble och valde vissa instrument för att skildra stämningar. Låga träblåsinstrument (i Miles rum), celesta (för Quints entréer), klockor och harpor. På liknande sätt bidrar barnens barnkammarramsor och Quints isande bel canto-sång till operans kusliga stämning. Till sist är det ändå guvernantens centrala roll som gör operan till vad den är. Det är Brittens största kvinnliga sångparti och hennes många skilda sånginsatser (den glödande lyriska brevscenen, hennes åkallan av sommarnatten, samt hennes sista sorgearia över den döde Miles) utgör ett gripande musikspektrum.

## Personer
- Prologen (Tenor)
- Guvernanten (Sopran)
- Miles (Gossopran)
- Flora (Sopran)
- Mrs. Grose, hushållerskan (Sopran)
- Miss Jessel, den förre guvernanten (Sopran)
- Peter Quint, den förre betjänten (Tenor)

## Handling
Ett engelskt lantgods i Bly i mitten av 1800-talet.

### Prolog
Framför den neddragna ridån introducerar en manlig berättare operan såsom en "märklig historia" skriven "för länge sedan" av en kvinna. Hon var guvernant åt två föräldralösa barn ute på landet. Enda villkoret var att hon aldrig skulle kontakta barnens unge och vackre förmyndare.

### Akt I
Tema
Scen 1: The Journey - Resan
Guvernanten reser i vagn till Bly ("Nearly there. Very soon I shall know"). Hur kommer den gamla hushållerskan välkomna henne?
Variation I
Scen 2: The Welcome - Välkomnandet
På trappan till Bly House inväntar hushållerskan mrs Grose och de upprymda barnen, Flora och Miles, guvernantens ankomst ("Mrs Grose! Mrs Grose! Will she be nice?"). De övar på att bocka och niga. Guvernanten tycker de är artiga och vackra.
Variation II
Scen 3: The Letter - Brevet
Nyheten kommer att Miles har blivit hemskickad från skolan. Mrs Grose berättar för guvernanten att Miles är vild men inte elak. De åser barnen oskyldigt sjungande "Lavender's blue" och enas om att skolan har haft fel. Guvernanten säger att hon inte ska meddela barnens förmyndare.
Variation III
Scen 4: The Tower - Tornet

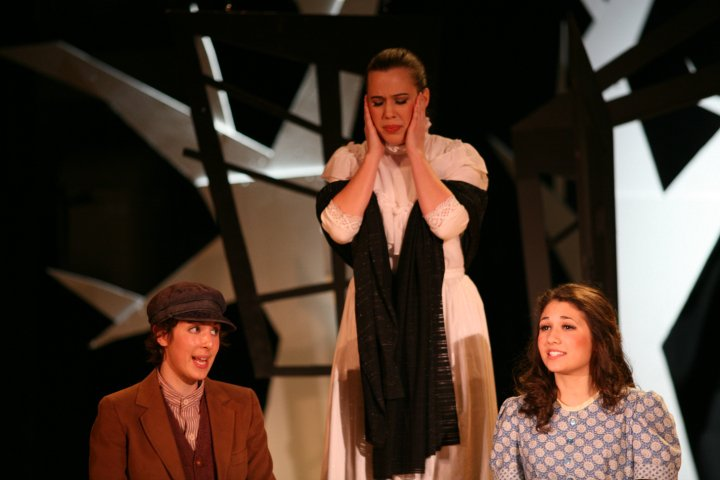
En studentföreställning av The Turn of the Screw framförd av Brown Opera Productions, Brown University, USA år 2000.

Guvernanten strosar omkring på Blys ägor ("How beautiful it is"). Hon tjusas mer för var dag av sina "älskade barn". Ändå har hon hört ett skrik på natten och ett fotsteg utanför sin dörr. Plötsligt ser hon en man i tornet ("Who is it, who?").
Variation IV
Scen 5: The Window - Fönstret
I hallen rider Flora och Miles på en gunghäst ("Tom, Tom, the piper's son"). Guvernanten ser återigen mannen i fönstret. Hon beskriver honom för mrs Grose, vars reaktion är "Quint! Peter Quint! Finns det inget slut på detta elände?". Hon förklarar att Quint var ägarens förre betjänt. Han "tog sig friheter", tillbringade timmar med Miles och "fick som han ville" med den vackra miss Jessel, som var barnens förra guvernant. Hon flydde när hon blev gravid och dog senare. Quint dog också av ett fall på en isgata. Guvernanten blir förskräckt och lovar att beskydda barnen.
Variation V
Scen 6: The Lesson - Lektionen
Guvernanten lär Miles latin i skolrummet. Han sjunger en sorgsen ramsa för henne ("Malo I would rather be. Malo in an apple tree").
Variation VI
Scen 7: The Lake - Sjön
Det är en solig morning. Guvernanten sitter vid sjön med en bok. Med henne är Flora med sin docka. Flora rabblar upp alla hav hon kan och avslutar med Döda havet. Hon sjunger för dockan ("Go to sleep, my dolly dear") medan guvernanten läser. Guvernanten ser miss Jessels spöke på andra sidan sjön och inser att Flora har sett henne med ("They are lost! Lost!").
Variation VII
Scen 8: At Night - På natten
Iförd sin morgonrock befinner sig Miles i trädgården nära tornet. Quints röst ropar på honom ("I'm all things strange and bold"). Senare kallar miss Jessel på Flora nere vid sjön. Mötet mellan spökena och barnen avbryts av guvernanten och mrs Grose. Miles säger till guvernanten "Du förstår, jag är elak".

### Akt II
Variation VIII
Scen 1: Colloquy and Solilquy - Samtal och monolog
Quint och miss Jessel närmar sig varandra och sjunger att "The ceremony of innocence is drowned". De försvinner och guvernanten sjunger ("Lost in my labyrinth") om den ondska hon fruktar.
Variation IX
Scen 2: The Bells - Klockorna
Inne på kyrkogården sjunger Flora och Miles en nidvisa på lovsången Benedictus. Mrs Grose tycker barnen är rara ihop, men guvernanten berättar att barnen uppför sig illa och att de är "med andra". Mrs Grose uppmanar henne att skriva till barnens förmyndare, men hon vägrar. När Flora går in i kyrkan stannar Miles kvar ("Do you like the bells? I do!"). Han frågar guvernanten när han ska få återvända till skolan. Han nämner "de andra" för henne. Hon vet att hon har blivit utmanad och beslutar sig för att lämna Bly
Variation X
Scen 3: Miss Jessel
Guvernanten kommer in i skolrummet och finner miss Jessel sittande vid katedern och klaga över sitt lidande ("Here my tragedy began"). Guvernanten närmar sig miss Jessel som försvinner. Hon beslutat sig för att stanna, men hon ska skriva till förmyndaren ("Sir - dear sir - my dear Sir!").
Variation XI
Scen 4: The Bedroom - Sovrummet
Miles sjunger sin 'Malo'. Guvernanten berättar för honom att hon har skrivit till hans förmyndare. Quints röst kallar på pojken. Han skriker och ljusen slocknar. Pojken säger till den skrämda guvernanten att det var han som släckte dem.
Variation XII
Scen 5: Quint
Quint ses flyga runt ("So! She has written... It is there on the desk... Easy to take"). Han frestar Miles att stjäla brevet. Miles smyger in i skolrummet och tar brevet med sig till sovrummet.
Variation XIII
Scen 6: The Piano - Pianot
Inne i skolrummet lyssnar guvernanten och mrs Grose andäktigt när Miles spelar piano ("O what a clever boy") medan Flora leker. Flora försvinner iväg och de båda kvinnorna ger sig av för att finna henne medan Mile triumferande spelar vidare.
Variation XIV
Scen 7: Flora
De finner Flora nere vid sjön. Miss Jessel uppenbarar sig ("Flora! Do not fail me!") och kan ses av guvernanten men inte av mrs Grose eller Flora, vad de påstår ("I can't see anybody"). Flora skriker åt guvernanten och förs bort av mrs Grose. 
Variation XV
Scen 8: Miles
Mrs Grose tar med sig Flora från Bly. Flickan avslöjar att Miles tog guvernantens brev. Guvernanten är ensam kvar ("O Miles - I cannot bear to lose you!"). Pojken strosar in ("So, my dear, we are alone"). Hon säger att hon stannar som hans vän. Men han lyssnar efter Quint. Medan hon frågar ut pojken säger Quint åt honom att inte avslöja deras hemlighet. Pojken blir hysterisk och medger att han tog brevet. Hon uppmanar pojken att säga namnet på den som fick honom att stjäla, det kommer att göra honom fri. Miles skriker "Peter Quint, din djävul!". Quint försvinner. Guvernanten inser att Miles har dött i hennes armar. Hon lägger honom på marken och sjunger hans Malo-sång som ett requiem.